# Laaber (Pilsach)
Laaber ist ein Gemeindeteil der Gemeinde Pilsach im Landkreis Neumarkt in der Oberpfalz in Bayern.

## Geographie
Das Pfarrdorf liegt im oberpfälzischen Jura am Ursprung der Schwarzen Laber auf 524 m ü. NHN, gemessen an der ehemaligen Schule. Die nächste höhere Erhebung ist der nordöstlich gelegene Ellerberg, ein 586 m ü. NHN sich erhebender Zeugenberg.
Durch den Ort verläuft die von der Bundesstraße 299 abzweigende Kreisstraße NM 14. Im unmittelbar benachbarten Anzenhofen zweigt von dieser Kreisstraße die Kreisstraße NM 25 ab. Am nordwestlichen Ortsausgang von Laaber zweigt eine Gemeindeverbindungsstraße nach Giggling ab, die weiter nach Eschertshofen und damit wieder zurück zur Kreisstraße NM 14 führt.

## Geschichte
Maßgeblich für die Frühgeschichte von Laaber ist Nähe zum Kloster Kastl (gegründet um 1100) und der Burg Habsberg, deren Inhaber einen großen Teil ihrer Grafschaft dorthin stifteten. Unter ihren Erben, den Grafen von Sulzbach, wurde die 1129 erstmals genannte Großpfarrei Dietkirchen genannt, zu der die Kapelle St. Johannes in Laaber gehörte. Deren Erbe wiederum, der letzte Graf Gebhard von Hirschberg, schenkte die Pfarrei mit allen 5 Filialen 1301 ans Kloster Kastl, das seitdem ein wichtiger Grundherr in Laaber war.
Verschwundene Burgeste und ein rätselhafter Ortsadel
Als 1947 der Schulstadl vor dem Friedhofseingang gesprengt (!) wurde, ging der bedeutendste Hinweis auf eine Burg an der Quelle der Schwarzen Laaber verloren. Wer sich heute die Lage des Friedhofes samt der Kirche auf strategisch günstiger Spornlage anschaut und im Friedhof innen an der Nordwestmauer Reste staufischer Buckelquader findet, kann sich einen kleinen Eindruck davon verschaffen. Leider geben uns nur wenige Schriftquellen Hinweise auf die „Burgherren“ und es besteht die große Gefahr einer Verwechslung mit den viel bedeutenderen Edelfreien von Laaber flussabwärts im Landkreis Regensburg. Die Dienstmannen von Laaber treten durch ihre Kontakte zu den benachbarten Frickenhofenern 1277 im Kloster Pielenhofen und 1311 im Kloster Seligenporten als Zeugen auf, wo zwei von ihnen bestattet sind. 1381 waren sie vermutlich schon eine Weile ausgestorben, als Albrecht und Hans Reicholtswinder (von Reichertswinn bei Velburg) die Mühle von Lengenfeld aus ihrem Erbe an Pfalzgraf Ruprecht verkauften.
Entstand aus der Burgkapelle die Dorfkirche?
Sowohl die Buckelquader als auch glatte Steinquader von 45 bis 90 cm Breite und 45 cm Höhe verweisen auf ein bedeutenderes Steingebäude aus der Stauferzeit (1138–1268) noch vor dem Auftreten der „Herren“ von Laaber. Das unterstreicht der Rest eines Turmes von 5,5 Meter Innenlänge im ehemaligen Schulstadl, der so stabil war, dass man ihn 1947 sprengen musste. Das ergibt in Kombination mit dem ummauerten Friedhofsareal ein anzunehmendes Burggelände von fast 2.000 m2. Es war nach drei Seiten natürlich durch den Bergsporn geschützt und nach Westen durch einen starken Turm (Bergfried?) und hatte direkt unterhalb eine stark fließende Quelle. Mittendrin liegt heute die Dorfkirche, die trotz Baumaßnahmen 1486 bis zum 1900 deutlich kleiner war, als heute. Weitere Erkenntnisse können nur noch gewonnen werden, wenn man bei zukünftigen Baumaßnahmen in und um Kirche, Pfarrheim, Friedhof und dem Parkplatz davor die Denkmalpflege mit ins Boot holt.
Burg Troßberg und Burg Wolfstein üben die Dorfherrschaft aus
Die Dorfherrschaft selbst übten nun die Herzöge von Bayern von ihrer Vogteiburg Troßberg zwischen Tartsberg und Eispertshofen aus und erhielten dafür 15 Metzen Schutzhafer. Bei der Wittelsbacher Erbteilung kam die ganze Region an die Kurpfalz (daher Obere Pfalz) und wurde nach dem Niedergang der Burg Troßberg um 1400 vom Amt Pfaffenhofen aus verwaltet, auch wenn zu diesem im Dorf selbst nur 3 Höfe gehörten.
1442 verlieh der nordische König Christoph, Pfalzgraf bei Rhein, seinem treuen Dienstmann Friedrich von Wolfstein für seine treuen Dienste das Halsgericht auf der Burg Wolfstein samt den Dörfern Laaber und Anzenhofen. Deshalb wurden die Laaberer nun für einige Jahrzehnte von dort aus verwaltet. Allerdings gelangte die Burg Wolfstein bereits 1465 an den Pfalzgrafen Otto und blieb bei der Kurpfalz bis 1628 bzw. kam mit ihr ans Kurfürstentum Bayern.
Verschiedene Grundherrschaften
In Laaber lassen sich dem 14. Jahrhundert verschiedene Grundherren nachweisen, deren Besitzfolge aber nur ansatzweise erforscht ist. Deshalb hier nur ein kleiner Überblick:
> Ein Hof kommt von den Schweppermann 1329 ans Spital Neumarkt und ist dort noch 1491 nachweisbar
> Ein Hof kam vor 1377 ans Kloster Seligenporten, wurde 1504 im Krieg zerstört und ging dem Kloster nach 1600 verloren
> Ein Hof kam durch Kauf vom Wiesenackerer Pfarrer Ulrich Pernold 1470 an Pfalzgraf Ludwig
> Zwei Höfe kamen 1427 von Jakob Strupperger von Berg an Conrad Wild von Neumarkt. Er war Erbe der Harder von Rasch (bei Altdorf), die um 1360 auch den Zehnt von Laaber innehatten.
> Das Spital Neumarkt konnte bis 1571 noch einen zweiten Hof im Ort erwerben.
Sonstiges
Einen kleinen Einblick in das spätmittelalterliche Dorfleben in Laaber bietet uns das älteste Neumarkter Gastgerichtsbuch. Von Anfang 1457 bis zum Herbst 1459 ging es vor dem Neumarkter Stadtgericht in erster Linie um den bankrotten Laaberer Bauern Conrad Lampel. Aber nebenbei wurden auch Hensel Peck (ein Bäcker?), sieben weitere Hofbesitzer und die Heiligenpfleger der St. Johanniskirche genannt.
Laaber im Königreich Bayern
Gegen Ende des Alten Reichs, um 1800, bestand Laaber aus 24 Gütern, von denen grundherrlich und niedergerichtlich 20 zum Pflegamt Wolfstein, 3 zum Pflegamt Pfaffenhofen und eines dem Freiherrn von Loefen gehörte. Die Hochgerichtsbarkeit übte das Schultheißenamt Neumarkt aus.
Im Königreich Bayern wurde um 1810 der Steuerdistrikt Laaber mit Anzenhofen, Giggling und Eschertshofen gebildet. Mit dem zweiten Gemeindeedikt von 1818 entstand die Gemeinde Laaber, die nur noch aus Laaber selber und dem benachbarten Anzenhofen bestand. Sie wurde dem Landgericht Neumarkt im Oberdonaukreis, ab 1820 dem Landgericht Pfaffenhofen (ab 1824 mit Sitz in Kastl als nunmehriges Landgericht Kastl) im Regenkreis zugeteilt. Das Landgericht Kastl wurde 1862 dem Bezirksamt Velburg unterstellt. 1879 wurde es in das Bezirksamt Neumarkt, dem späteren Landkreis Neumarkt i.d.OPf. überstellt.
1863 erfolgte gemeinsam durch die Gemeinde und die Kirche ein Schulhausbau.
In Laaber selber lebten
- 1836 190 Einwohner (33 Häuser),[12]
- 1861 222 Einwohner (88 Gebäude, 1 Kirche),[13]
- 1871 199 Einwohner (104 Gebäude; an Großviehbestand 12 Pferde und 164 Stück Rindvieh),[14]
- 1900 209 Einwohner (34 Wohngebäude),[15]
- 1925 207 Einwohner (36 Wohngebäude),[16]
- 1937 235 Einwohner,[17]
- 1950 267 Einwohner (39 Wohngebäude, 1 Kirche).[18]
- 1987 305 Einwohner (70 Wohngebäude, 83 Wohnungen),[19]

Zum Abschluss der bayerischen Gebietsreform wurde die Gemeinde Laaber zum 1. Januar 1978 nach Pilsach eingemeindet.

## Kirchliche Verhältnisse

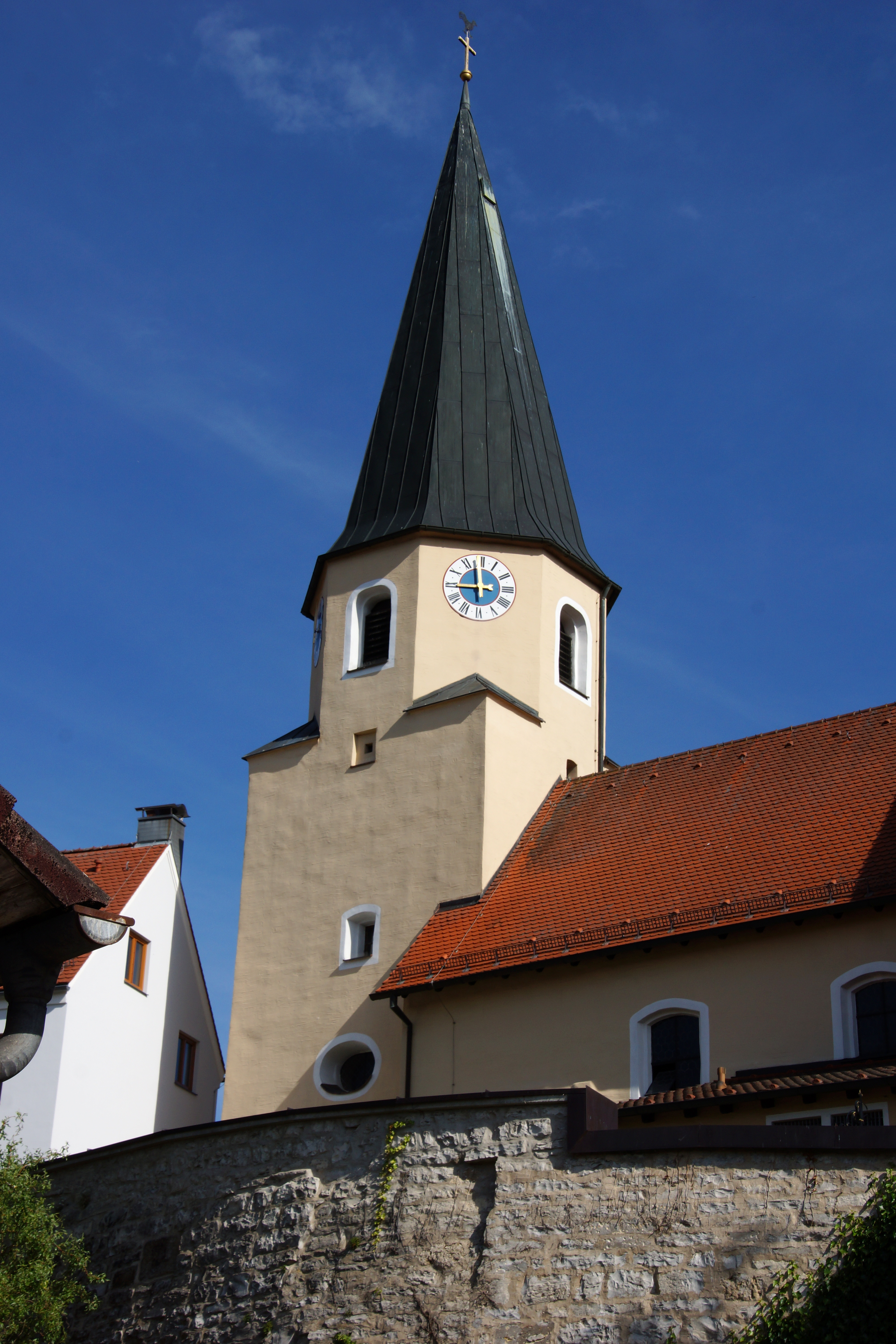
Expositurkirche St. Johannes Evangelist

Laaber gehörte kirchlich seit altersher zur katholischen Pfarrei Dietkirchen im Bistum Eichstätt. 1323 ist im Kastler Lehenbuch die (Filial-)Kapelle zu Laaber genannt; die Mutterkirche Dietkirchen war 1301 an das Kloster gekommen. 1486 wurde die Chorturmkirche umgebaut, 1828 erfolgte eine Renovation. 1921 errichtete das Bistum Eichstätt die Expositur Laaber mit Anzenhofen und Tartsberg. 1981/82 erfolgte ein Anbau an die Kirche.

## Laberquelle

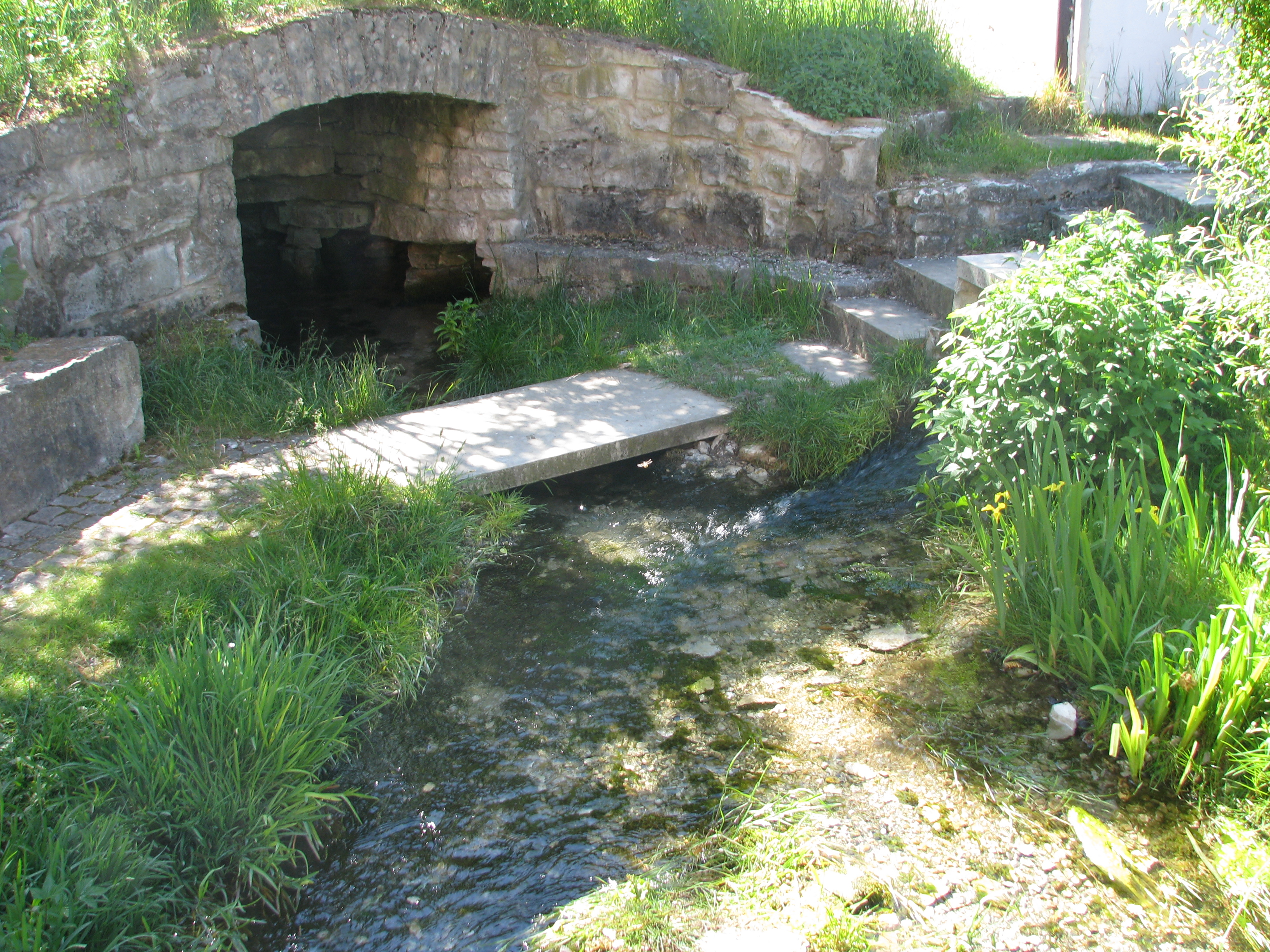
Quellfassung der Schwarzen Laber in Laaber

Die in der Ortsmitte befindliche Quelle der Schwarzen Laber, die von hier aus 78 km bis zur Mündung in die Donau bei Regensburg zurücklegt, wurde im Jahr 2005 einer naturnahen Umgestaltung unterzogen.

## Baudenkmäler
Die Kirche St. Johannes Evangelist (ehemals Burgkapelle?), das Anwesen Dorfstraße 11 (ein ehemaliges Wohnstallhaus) und der Backofen des Anwesens Hirtenweg 7 gelten als Denkmäler.